# Route trans-sahélienne
Route trans-sahélienne, Autoroute Dakar-N'Djamena, Transafricaine 5 (TAH 5) sur le réseau des routes transafricaines — il s'agit d'un projet routier transnational visant à construire et à asphaltage une route à travers les franges sud de la région du Sahel en Afrique de l'ouest entre Dakar, au Sénégal, à l'ouest, et N'Djamena au Tchad à l'est. C'est l'une des deux routes transnationales entre l'est et l'ouest en Afrique de l'ouest. Elle passer en l'intérieur continent, et sur la majeure partie de sa longueur, est à peu près parallèle à la Autoroute côtière trans-ouest-africaine sur une distance d'environ 900 km.

## Itinéraire et statut

### Caractéristiques générales, longueur et état
L'autoroute traverse sept pays et cinq capitales nationales, reliant des régions aux climats similaires qui entretiennent des liens culturels et commerciaux depuis des siècles. Les conditions naturelles sont favorables à la construction de routes. Sur cette route, il y a rarement de hautes montagnes et des rivières pleines, qui nécessitent de longs ponts et des tunnels pour traverser. Cependant, la zone du Sahel n’est pas un désert où personne n’utilise de automobile.
Le long de la route transsaharienne, vivent principalement des musulmans qui, depuis l'époque colonialisme, peuvent s'exprimer en français. La route transsahélienne a une longueur d'environ 4 500 km et traverse le Sénégal, le Mali, le Burkina Faso, le Niger, le Nigéria et l'extrême nord du Cameroun, se terminant à N'Djamena, juste à l'intérieur de la frontière ouest du Tchad. À l’exception d’environ 775 km, principalement dans l’ouest du Mali, la totalité des routes ont été goudronnées, mais de vastes sections ailleurs nécessitent une réhabilitation ou sont actuellement en cours de reconstruction. La majeure partie du tracé emprunte les routes nationales existantes, mais un itinéraire optionnel nécessite la construction d'une route entièrement nouvelle entre le Sénégal et le Mali.

### Détail des sections
Les villes et les pays (en direction de l'est) desservis, ainsi que l'état de la route, sont les suivants:
- Au Sénégal, de Dakar à Tambacounda — 462 km goudronnée, et 315 km en mauvais état; cette route est goudronnée depuis plusieurs décennies.
- Reliant le Sénégal et le Mali entre Tambacounda et Bamako, deux options ont été proposées dans le rapport des consultants de 2005[1]

1. une route plus courte et plus directe vers le sud via Saraya et Kita d'environ — 825 km, utilisant environ — 300 km de route goudronnée dans les années 1990, dont la plupart était en bon état, et nécessitant la construction de 345 km de nouvelle route et le pavage de 180 km de route en terre;
2. et une route plus longue nord d'environ 910 km via Kayes (Mali), Diéma et Didiéni, en empruntant les routes nationales du Mali qui sont goudronnées.

- Au sud-est du Mali, de Bamako à Sikasso en passant par Bougouni — 374 km roud goudronné avant 1990 et en bon état. Aussi de Sikasso à Koloko à la frontière du Burkina Faso, pavée et en bon état.
- Tronçon Burkina Faso — 862 km via Bobo-Dioulasso, Ouagadougou, Koupéla et Fada N'Gourma, pavé et en bon état sauf pour le section pavé de 120 km avant la frontière nigérienne, réhabilité en 2003-05.
- Tronçon Niger — 837 km dont 600 km en mauvais état, via Niamey, Dosso (Niger), Dogondoutchi, Birni N'Konni et Maradi jusqu'à la frontière nigériane à Jibia.
- Tronçon Nigéria via Katsina, Kano (Nigeria), Kari, Maiduguri et Dikoa — 972 km pavés et en bon état.
- Le court tronçon Camerounais comprend une route de gravier non goudronnée de 85 km, impraticable pendant la saison des pluies reliant la frontière nigériane à Maltam. Cette route étant peu empruntée par le trafic local, le Cameroun n'envisage pas de la moderniser. Le tronçon de 25 km reliant Maltam à Kousseri à la frontière Tchad est goudronné et est principalement utilisé par le trafic Tchadien.
- Au Tchad l'autoroute est assez complète, à l'exception des 150 derniers kilomètres d'Abéché à la ville frontalière Soudan d'Adré et d'un petit espace dans les limites de la ville de Mongo (Tchad).

Itinéraires alternatifs à l'extrémité est:
- l'alternative à la section non pavée à travers le Cameroun est une route sud qui ajoute environ 200 km sur des routes pavées via Bama (Nigeria), Magdémé et Waza (ville) au Cameroun.
- un itinéraire alternatif d'environ 1 400 km entre le Niger et le Tchad, contournant le Nigeria, sera possible lorsqu'une nouvelle route proposée autour du nord et de l'est du lac Tchad sera construite reliant Ndjamena à N'Guigmi, qui se trouve à environ 60 km à l'intérieur du Niger. N'Guigmi est reliée par une route goudronnée via Zinder à Maradi, où elle rejoint la route transsahélienne.

### Intersections avec d'autres autoroutes transafricaines
La route transsahélienne croise les routes transafricaines suivantes:
- Transafricaine 1 à Dakar;
- Autoroute côtière trans-ouest-africaine à Dakar;
- Route transsaharienne à Kano;
- Transafricaine 3 à N'Djamena;
- Transafricaine 6 à N'Djamena.

Les régions du nord de la Guinée, de la Côte d'Ivoire, du Ghana, du Togo et du Bénin sont proches de la route transsahélienne, qui peut être utilisée par les voyageurs entre ces régions de préférence à la Autoroute côtière trans-ouest-africaine plus au sud. Route côtière transsahélienne et ouest-Africaine sont reliée par le routes asphaltées suivantes:
- Côte d'Ivoire (de Sikassa ou de Bobo-Dioulasso, à Yamoussoukro)
- Ghana (Ouagadougou, à Accra)
- Togo (de Koupela, à Lomé)
- Bénin (de Dosso, à Cotonou)
- Nigeria (de Birnin-Konni ou de Kano, à Lagos).

Selon Google Maps, il existe d'autres routes, permettant de contourner certaines sections difficiles de l'autoroute transsahélienne.